# 新興里駅
新興里駅（シヌンニえき）は、大韓民国全羅南道長城郡にかつて存在した韓国鉄道公社（KORAIL）の駅である。

## 路線
- 韓国鉄道公社
  - 湖南線

## 歴史
- 1919年12月20日 - 開業。
- 2006年6月23日 - 廃止。

## 隣の駅
韓国鉄道公社
湖南線
白羊寺駅 - 新興里駅 - 安平駅